# Sos, ciuchy i borciuchy
Sos, ciuchy i borciuchy – mixtape duetu polskich raperów Kaza Bałagane i Belmondawga (działającego wtedy jako „Bel Mondo”), wydany niezależnie 26 kwietnia 2014 roku i dystrybuowany nieodpłatnie w formie digital download.

## Historia
Mixtape Sos, ciuchy i borciuchy był punktem kulminacyjnym trwającej od 2012 roku współpracy Kaza Bałagane z Belmondem, który w tym właśnie roku (jako „Belmondziak”) wziął udział w nagraniu kilku utworów z mixtape'u Bałagana Hugo Bucc.
Na SCiB zadebiutował raper Don Poldon, po czym kontynuował on zacieśniającą się współpracę z Belmondem i Kazem Bałagane – ostatecznie, na bazie poszerzonego o niego duetu w 2015 roku powstała grupa Mobbyn. Drugi z gości, Foster, założył w 2013 roku wraz z byłym kolegą z grupy JWP, Kubą O., zespół Hewra. Hewra i Mobbyn zlały się de facto w jedną formację, kolektyw HEWRA MOBBYN, w którym granice członkostwa były płynne i umowne.
Bałagane i Belmondo zakończyli współpracę w roku 2016, oskarżając się później o uniemożliwienie (bądź sabotowanie) fizycznego wydania SCiB. W tym właśnie roku zostało ono zapowiedziane jako dwupłytowe wydawnictwo, do którego miała być dołączona kompilacja Strefa Ruchu. Szczególne kontrowersje wzbudził fakt, że zostały na nie zebrane pieniądze w ramach preorderu, a mimo to płyty nigdy nie trafiły do słuchaczy.

## Odbiór
Początkowy odbiór Sosu, ciuchów i borciuchów nie był aż tak jednoznacznie pozytywny, jednak z upływem czasu zyskał sobie uznanie i określany bywał mianem „nowatorskiego”, bądź „kamienia milowego polskiego rapu”. SCiB, wraz z wydanym kilka miesięcy później singlem „Euforia” Pawbeatsa z gościnnym udziałem Quebonafide, wskazywane były jako punkty zwrotne w historii i kształcie polskiej muzyki hip-hopowej oraz początki ery dominacji newschoolu na polskiej scenie.

## Lista utworów
Źródło.
1. „Intro (Pierwszy w Polsce rap)” – 2:29
2. „Mam do załatwienia sprawę” – 2:15
3. „Pillow Talk” – 3:38
4. „Smuty Skit” – 1:02
5. „Lot” (gościnnie: Sentino, Don Poldon) – 3:13
6. „Tak bywa” – 2:59
7. „Świeży hajs” (gościnnie: Sentino) – 3:04
8. „Z.Ł.O.” (gościnnie: Bael DCH) – 1:43
9. „Mordo człowieku” – 2:57
10. „Dwie staruchy” – 3:27
11. „Variacik” (gościnnie: Don Poldon) – 3:04
12. „Ayn Rand” – 2:46
13. „Się wie” (gościnnie: Foster) – 3:09
14. „#squad” (gościnnie: Sentino) – 4:13
15. „Fela Kuti” – 3:27
16. „Brown Sugar” (gościnnie: Sentino) – 4:44
17. „Bliżej” – 3:27
18. „Złota whisky” – 2:48
19. „Outro” – 2:26

## Twórcy
Źródło.
- Jacek „Kaz Bałagane” Świtalski – wokal i słowa, produkcja (1–2)
- Tytus „Bel Mondo” Szyluk – wokal i słowa
- Sebastian Enrique „Sentino” Alvarez Pałucki – wokal i słowa (5, 7, 14, 16)
- Łukasz „Don Poldon” Pikoń – wokal i słowa (5, 11)
- „Bael DCH” – wokal i słowa (8)
- Rafał „Foster” Ostrowski – wokal i słowa (13)
- „HighTower” – produkcja (1, 9)

## Strefa Ruchu
Strefa Ruchu – kompilacja wspólnych utworów Kaza Bałagane i Belmondawga (działającego wtedy jako „Belmondo”). Składały się na nią utwory rejestrowane przez duet spontanicznie, już po wydaniu mixtape'u Sos, ciuchy i borciuchy, zebrane w 2016 roku w ramach „dodatkowej płyty”, która miała być dołączona do fizycznego wydania SCiB. Strefa Ruchu, choć gotowa, ostatecznie nigdy nie ukazała się w pełni oficjalnie, pomimo to zyskała znaczną popularność, natomiast zdjęcie służące za jej okładkę (czarno-białe, wykonawcy przed znakiem drogowym „strefa ruchu”) określane bywało jako jedno z „najistotniejszych zdjęć w całej historii współczesnego polskiego rapu”. Gdy w 2022 roku przedstawiony na nim znak (ulica Wałowa, Muranów), który zdążył stać się atrakcją turystyczną, został usunięty, spotkało się to ze społecznym oburzeniem – powstała nawet petycja do prezydenta Warszawy Rafała Trzaskowskiego o jego przywrócenie.

### Lista utworów
Źródło.
1. „Intro”
2. „Sos, ciuchy i borciuchy”
3. „Muszę to mieć (remix)”
4. „Ruda suka/Bura suka”
5. „Nie ma tak łatwo (remix)”
6. „No Dayz Off”
7. „Rucham se, pije se”
8. „Kaczuszka (skit)”
9. „Cak cak” (gościnnie: Don Poldon)
10. „Bracia Golec”
11. „Czoko”
12. „Pato raban”
13. „Drogie buty” (gościnnie: Don Poldon)
14. „Outro”

### Twórcy
Źródło.
- Jacek „Kaz Bałagane” Świtalski – wokal i słowa, produkcja (1–5, 9, 11)
- Tytus „Belmondo” Szyluk – wokal i słowa (1–12, 14)
- Łukasz „Don Poldon” Pikoń – wokal i słowa (9, 13)
- „ThisIsLouieKietlon” – produkcja (6–7, 13)
- „Dudzik” – produkcja (8)
- „Olek” – produkcja (10)
- „Rezeatz” – produkcja (12)
- Norbert „Smolasty” Smoliński – produkcja (14)